# Pelhřimov
Pelhřimov (lidově „Pejr“, německy Pilgram nebo Pilgrams) je město v okrese Pelhřimov v západní části kraje Vysočina. Nachází se v údolí říčky Bělé v Křemešnické vrchovině (součást Českomoravské vrchoviny). Leží 27 km západně od Jihlavy, 74 km severovýchodně od Českých Budějovic a 93 km jihovýchodně od Prahy. Žije zde přibližně 16 tisíc obyvatel.
Historické jádro města je městskou památkovou rezervací. Centrem historického města je Masarykovo náměstí s kostelem sv. Bartoloměje a radnicí. Město je dopravní křižovatkou dvou silnic I. třídy a turistickým východištěm na Českomoravskou vrchovinu. Aglomerace je střediskem rozsáhlé bramborářské oblasti. Pelhřimov je známý jako město rekordů a kuriozit (viz nejmenší jezdecká socha T. G. Masaryka na světě přímo nad podloubím Masarykova náměstí a soutěže každoročně na tomto rynku probíhající).

## Historie

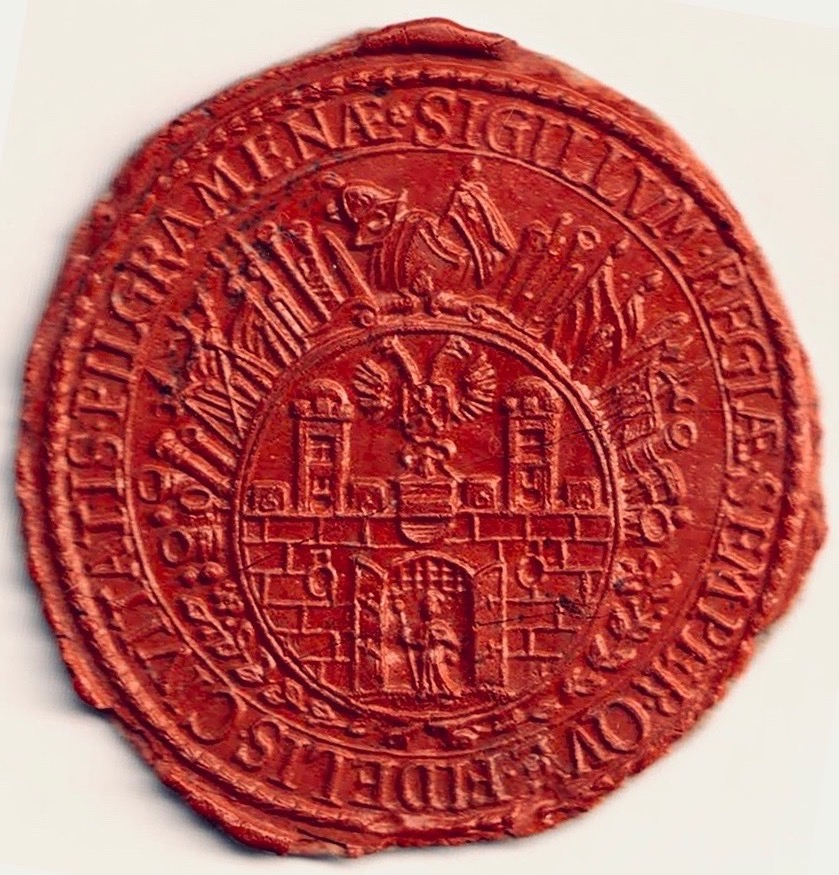
Pečeť města k výročí úmrtí Leopolda II. českého krále a císaře římského 1792

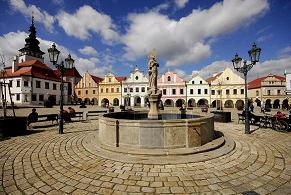
Masarykovo náměstí – kašna sv. Jakuba

Původní osada z 13. století vznikla pravděpodobně na místě dnešního Starého Pelhřimova. Později bylo jméno přeneseno na osadu kolem kostela sv. Víta a Hrnčířské ulice, která byla vypleněna Vítkem z Krumlova v roce 1289.
V roce 1290 král Václav II. udělil právo biskupovi Tobiáši z Bechyně, aby znovu založil město a opevnil jej hradbami. Půdorys města napovídá, že je kolonizačním dílem, většinou obývaný německými osadníky. V průběhu let se obyvatelstvo začalo počešťovat. Hospodářský rozvoj, jinak omezený velkou vzdáleností od obchodních cest, příznivě ovlivnilo dolování stříbra v okolí Vyskytné a Křemešníka vzdáleného 9 km jihovýchodně od města. V době předhusitské bylo město trhovým centrem svého okolí a byla zde rozvinuta celá řada řemesel, např. soukenictví, plátenictví, tkalcovství, perníkářství a pivovarnictví. Do roku 1416 byl Pelhřimov v držení pražských arcibiskupů – od nich získalo řadu práv, zejména velké privilegium arcibiskupa Zbyňka Zajíce z Hazmburka z roku 1406, které upravilo vztah města a vrchnosti.
V období husitských válek byl Pelhřimov na straně táboritů, kterým mimo jiné dal duchovního vůdce Mikuláše Biskupce z Pelhřimova. V období husitské revoluce bylo město pravděpodobně již roku 1422 spravováno táborskými hejtmany. Po bitvě u Lipan město přešlo do držení Mikuláše Trčky z Lípy, z jehož iniciativy se ve čtyřicátých letech 15. století zde konaly 4 zemské sjezdy, svolané k narovnání mezi katolíky a stranou podobojí. Jako místo sjezdů, kterých se účastnil i pozdější český král Jiří z Poděbrad, určuje tradice dům čp. 80 na náměstí.
V roce 1550 se stali novou vrchností Říčanští z Říčan, s nimiž vedlo město dlouholeté spory, které vyústily až ve vykoupení z poddanství v roce 1572. Roku 1596 byl Pelhřimov povýšen na město královské. Klidný vývoj města byl ukončen třicetiletou válkou. Do města vtáhla několikrát vojska, nedaleko od něj byla roku 1618 svedena tzv. bitva u Pelhřimova, město bylo poškozeno i několika požáry. V roce 1766 lehla popelem většina domů. Protože domy byly po požáru postaveny zcela nově, má historické městské jádro barokní řád.
Hospodářský rozvoj města probíhal hlavně v 17. až 18. století, kdy zde fungovalo mnoho soukenických manufaktur. V 19. století dochází k dalšímu rozvoji průmyslu, především kartáčnického, pletařského, škrobárenského. Rozvoji těchto odvětví napomohlo také zprovoznění Českomoravské transverzální dráhy (úseku Tábor – Horní Cerekev) v roce 1883.
Od roku 1850 byl Pelhřimov okresním městem a správním střediskem rozsáhlé oblasti. Vznikaly vlastenecké spolky, které udržely svou kontinuitu až do této doby. Spolky založené v letech 1862–1894: pěvecký spolek Záboj, Sokol, Čtenářská beseda a spolek divadelních ochotníků Rieger. 20. století přineslo další stavební i hospodářský rozvoj města. V roce 1903 byla při silnici na Jihlavu vystavěna budova nemocnice, která slouží dodnes. Po druhé světové válce dochází zejména v jižní části města k výstavbě nových objektů a hal průmyslových závodů, které byly po roce 1948 znárodněny.

### Socialismus v Pelhřimově
V roce 1960 se Pelhřimov stal centrem okresu, který zahrnoval i okolí Pacova a Humpolce. Celý okres byl přiřazen k Jihočeskému kraji.
Od poloviny 60. let bylo započato s výstavbou panelových sídlišť na severozápadě města a jižně od náměstí. Také díky procesu integrace okolních obcí vystoupal počet obyvatel města v období let 1960–1990 z asi 9 000 osob až 16 000.
Centrum města bylo v roce 1969 vyhlášeno městskou památkovou rezervací. Ani to nezabránilo rozsáhlému bourání. Pelhřimov tak přišel o téměř celou historickou zástavbu v širším centru a došlo i k vybourání části domů přímo v památkové rezervaci. Padl Starý Pivovar (nyní parkoviště), barokní sýpka (nyní prázdná plocha), rozsáhlý blok domů mezi historickou Hrnčířskou ulicí a náměstím (nyní Obchodní dům Vysočina z roku 1989) a přímo v památkové zóně i Masné krámy a chráněná židovská synagoga (nyní Obchodní dům Perla). Na místě dalších budov centra byly vystavěny uniformní budovy komunistické pošty, finančního úřadu, obchodní domy Perla, Vysočina a Drupo a další. Město protnula magistrála, lemovaná betonovými stěnami.
V Pelhřimově se v té době natočilo několik filmů, včetně filmu Náš dědek Josef či sci-fi seriálu režiséra Oty Hofmana Návštěvníci z roku 1983.

## Obyvatelstvo
Podle sčítání 1921 zde žilo v 532 domech 5 972 obyvatel, z nichž bylo 3 149 žen. 5 907 obyvatel se hlásilo k československé národnosti, 6 k německé a 1 k židovské. Žilo zde 5 529 římských katolíků, 131 evangelíků, 32 příslušníků Církve československé husitské a 122 židů. Podle sčítání 1930 zde žilo v 750 domech 6 511 obyvatel. 6 426 obyvatel se hlásilo k československé národnosti a 40 k německé. Žilo zde 5 867 římských katolíků, 203 evangelíků, 78 příslušníků Církve československé husitské a 105 židů.
| Rok            | 1869  | 1880  | 1890  | 1900  | 1910  | 1921   | 1930   | 1950  | 1961  | 1970   | 1980   | 1991   | 2001   | 2011   | 2021   |
| -------------- | ----- | ----- | ----- | ----- | ----- | ------ | ------ | ----- | ----- | ------ | ------ | ------ | ------ | ------ | ------ |
| Počet obyvatel | 8 387 | 8 689 | 8 738 | 8 894 | 9 938 | 10 079 | 10 259 | 9 198 | 9 754 | 11 559 | 14 239 | 16 480 | 16 590 | 16 232 | 15 577 |
| Počet domů     | 970   | 1 016 | 992   | 1 012 | 1 081 | 1 167  | 1 408  | 1 544 | 1 532 | 1 704  | 1 879  | 2 087  | 2 227  | 2 566  | 2 627  |

| Rok            | 1869  | 1880  | 1890  | 1900  | 1910  | 1921  | 1930  | 1950  | 1961  | 1970  | 1980   | 1991   | 2001   | 2011   | 2021   |
| -------------- | ----- | ----- | ----- | ----- | ----- | ----- | ----- | ----- | ----- | ----- | ------ | ------ | ------ | ------ | ------ |
| Počet obyvatel | 3 909 | 4 202 | 4 370 | 4 727 | 5 738 | 5 972 | 6 511 | 6 475 | 7 170 | 9 360 | 12 249 | 14 772 | 14 860 | 14 513 | 13 695 |
| Počet domů     | 376   | 382   | 373   | 392   | 444   | 532   | 750   | 890   | 927   | 1 122 | 1 345  | 1 543  | 1 605  | 1 809  | 1 848  |

| Rok                        | 1869  | 1900  | 1930   | 1950  | 1970   | 1980   | 1991   | 2001   |
| -------------------------- | ----- | ----- | ------ | ----- | ------ | ------ | ------ | ------ |
| Dle dnešního území města   | 8 387 | 8 894 | 10 259 | 9198  | 11 559 | 14 239 | 16 480 | 16 590 |
| Dle tehdejšího území města | 3 909 | 4 727 | 6 511  | 6 475 | 9 360  | 17 624 | 16 480 | 16 590 |
| Pouze město Pelhřimov      | 3 909 | 4 727 | 6 511  | 6 475 | 9 360  | 12 249 | 14 772 | 14 860 |

### Sčítání lidu, 2001
- Počet obyvatel: 16 590
- Národnost:
  - česká: 97,1 %
  - slovenská: 0,5 %
  - ukrajinská 0,4 %
  - moravská: 0,2 %
- Náboženské vyznání: věřící : 41,2 %
- Ekonomická aktivita: ekonomicky aktivní: 8 853, z toho:
  - nezaměstnaní: 3,5 %
  - zaměstnaní v průmyslu: 31,0 %
  - ve školství a zdravotnictví: 14,4 %
  - v obchodu: 9,8 %
  - ve stavebnictví: 7,9 %
  - ve veřejné správě: 7,8 %

Věková struktura obyvatel obce Pelhřimov roku 2011
Rodinný stav obyvatel obce Pelhřimov roku 2011
Vzdělání obyvatel obce Pelhřimov roku 2011

## Městská správa a politika

### Místní části

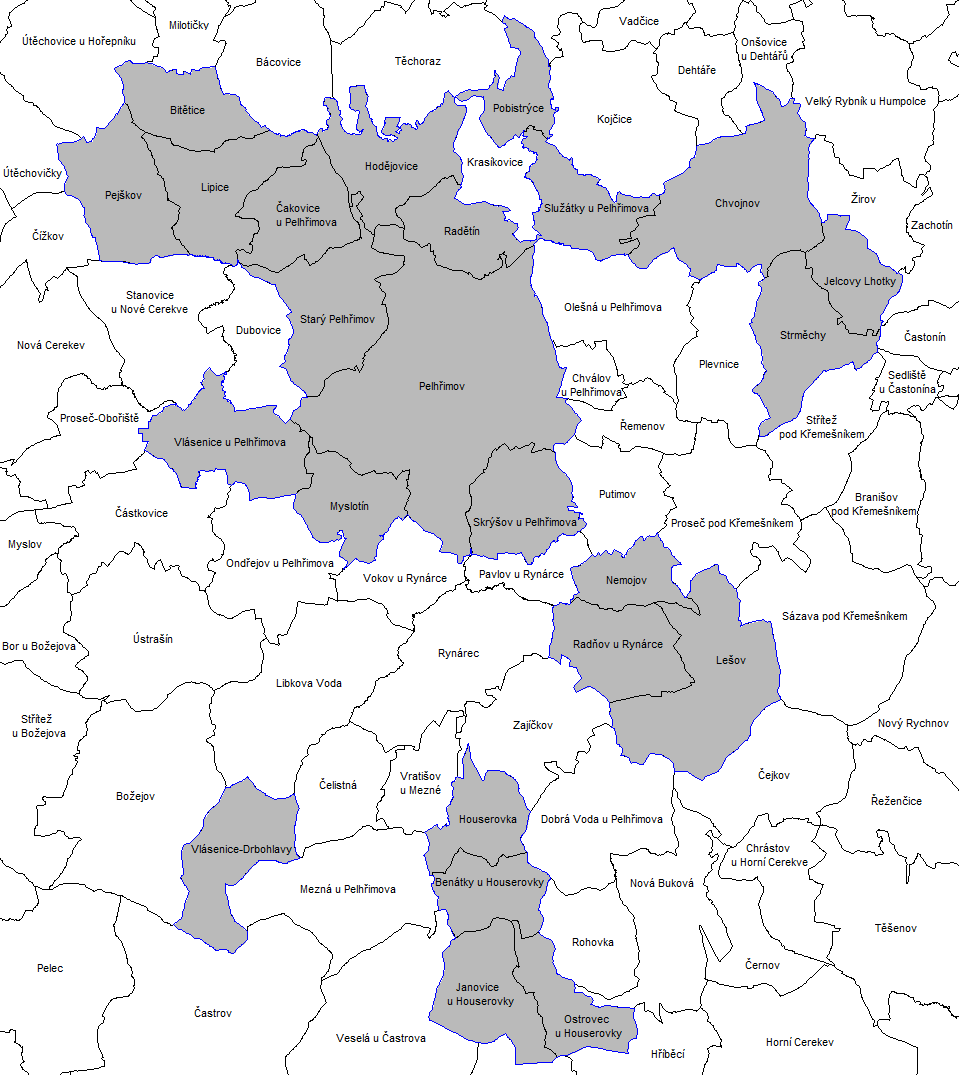
Katastrální území Pelhřimova

Pelhřimov svojí rozlohou 95 km² patří mezi nejrozsáhlejší města Česka, do 80. let k němu byly totiž v rámci integrace obcí připojovány vesnice, které jsou od města i více než 10 km vzdáleny. V 80. letech 20. století byla však rozloha města ještě daleko vyšší – patřily k němu tehdy i dnešní samostatné obce Čelistná, Dehtáře, Dobrá Voda, Dubovice, Kojčice, Krasíkovice, Libkova Voda, Mezná, Olešná, Pavlov, Proseč pod Křemešníkem, Putimov, Rynárec, Svépravice, Velký Rybník, Vokov, Zachotín, Zajíčkov a Žirov. Rozloha města Pelhřimova k roku 1980 byla 202 km² a žilo zde 17 833 obyvatel. Od 90. let 20. století, kdy se uvedené obce postupně osamostatnily, se plocha města dělí na čtyři samostatné celky, přičemž obec Krasíkovice, která se osamostatnila v roce 1992, jí odděluje téměř na pět částí (sama je téměř obklopena územím Pelhřimova, které tvoří mezi Krasíkovicemi a Olešnou jakési hrdlo o šířce cca 30 metrů).
Pelhřimov se skládá z 24 katastrálních území, na nichž leží 27 částí (údaje k roku 2011):
- Benátky (k. ú. Benátky u Houserovky) – 20 obyv., ves 10,5 km jižně od Pelhřimova, na potoce Bělá, připojená od 1. července 1980. Dříve část obce Houserovka. Je to jedna z nejstarších osad Pelhřimova, poprvé zmiňovaná již v roce 1203.
- Bitětice – 32 obyv., ves 8 km severovýchodně od Pelhřimova, připojená 1980, dříve osadou obce Lipice. Leží pod vrcholem Houska (625 m).
- Čakovice (k. ú. Čakovice u Pelhřimova) – 36 obyv., vesnice 5 km severozápadně od Pelhřimova, do roku 1973 se samostatným MNV. Leží nedaleko hlavní silnice na Benešov, nad srázem do údolí Želivky.
- Hodějovice – 59 obyv., vesnice 5 km severně od Pelhřimova, nad řekou Želivkou. Do roku 1976 měla samostatný MNV, později byla částí obce Krasíkovice. Od začátku roku 1980 byla přičleněna k Pelhřimovu.
- Houserovka – 60 obyv., vesnice 9 km jižně od Pelhřimova na potoce Bělá. Do roku 1980, kdy byla připojena k Pelhřimovu, bývala střediskovou obcí.
- Chvojnov – 55 obyv., až do roku 1980 vesnice s vlastním MNV, 6 km severovýchodně od Pelhřimova. Ve vsi je cenný farní kostel Nanebevzetí Panny Marie z roku 1296, s gotickými prvky. V presbytáři kostela jsou dochované gotické fresky. Na okraji vesnice se nachází zajímavá barokní výklenková kaplička.
- Janovice (k. ú. Janovice u Houserovky) – 67 obyv., nejodlehlejší pelhřimovská osada, 12 km jižně od města, připojená v roce 1980. Do té doby patřila pod MNV Houserovka.
- Jelcovy Lhotky – 19 obyv., skupina domů 8 km východně od Pelhřimova, do roku 1980 patřily pod MNV Strměchy.
- Kocourovy Lhotky – leží na k. ú. Jelcovy Lhotky, 9 obyv., samota nedaleko Jelcových Lhotek, 9 km východně od Pelhřimova. Do roku 1980 také MNV Strměchy.
- Lešov – 64 obyv., ves 10 km jihovýchodně od Pelhřimova, pod kopcem Křemešník. Připojen v pololetí roku 1980 spolu s obvodem MNV Radňov. Až do roku 1975 měl vlastní MNV.
- Lipice – 50 obyv., vesnice 7 km severozápadně od Pelhřimova, nad řekou Želivkou. Do roku 1980 sídlo MNV.
- Myslotín – 152 obyv., vesnice 3,75 km jihozápadně od Pelhřimova při hlavní silnici na Jindřichův Hradec. Připojena již v první integrační vlně od roku 1973. Do té doby samostatná obec.
- Nemojov – 47 obyv., vesnice 7 km jihovýchodně od Pelhřimova. Do roku 1975 samostatná, později část obce Radňov, od Nového roku 1980 část Pelhřimova. Nad obcí pozůstatky gotické tvrze.
- Ostrovec (k. ú. Ostrovec u Houserovky) – 10 obyv., osada v nejodlehlejší (jižní) části katastru města, 12 km od Pelhřimova. Dříve součást Houserovky, k Pelhřimovu připojena v roce 1980.
- Pejškov – 32 obyv., ves 7 km západně od města, připojená spolu s celou obcí Lipice v roce 1980.
- Pelhřimov – katastrální území je shodné s částí obce Pelhřimov a zahrnuje zástavbu celého města. Samotné město má 14 513 obyvatel.
- Pobistrýce – 20 obyv., osada 7 km severně od Pelhřimova směrem na Želiv. Do roku 1980 část obce Krasíkovice, po jejich opětovném osamostatnění v roce 1990 se k nim však již nepřipojily. Pod vsí se nachází soutok Želivky (Hejlovky) s Bělou.
- Radětín – 49 obyv., ves přímo sousedící s Pelhřimovem, 3 km severně od centra města. Připojena spolu s Krasíkovicemi v roce 1980.
- Radňov (k. ú. Radňov u Rynárce) – 63 obyv., před rokem 1980 středisková obec, nachází se 10 km jihovýchodně od města.
- Rybníček – leží na k. ú. Chvojnov, 22 obyv., odlehlá osada 8 km severovýchodně od Pelhřimova. Do roku 1980 část obce Chvojnov.
- Skrýšov (k. ú. Skrýšov u Pelhřimova) – 146 obyv., vesnice sousedící s Pelhřimovem (3 km na jih od města). Připojená v první integrační vlně v roce 1976. Do té doby samostatná obec.
- Služátky (k. ú. Služátky u Pelhřimova) – 72 obyv., 4 km severně od Pelhřimova nedaleko hlavní silnice na Humpolec. Do roku 1980 část obce Kojčice, která se po roce 1990 opět osamostatnila.
- Starý Pelhřimov – 331 obyv., největší a prvně připojená (1972) část Pelhřimova. Vesnice je vlastně předchůdcem dnešního Pelhřimova, poprvé připomínána v roce 1289. Ve vesnici se nachází původně gotický kostel sv. Jana Křtitele z 1. poloviny 13. století, přestavěný v polovině 18. století. Dnes Starým Pelhřimovem prochází hlavní silnice do Tábora.
- Strměchy – 141 obyv., vesnice 7 km východně od města, do připojení v roce 1980 sídlo MNV. Na návsi toleranční kostel z roku 1788.
- Útěchovičky – leží na k. ú. Chvojnov, 40 obyv., ves 7 km severovýchodně od Pelhřimova, dříve MNV Chvojnov, připojená 1980.
- Vlásenice (k. ú. Vlásenice u Pelhřimova) – 88 obyv., ves 5 km západně od Pelhřimova, na řece Hejlovce, připojená v roce 1980, před tím od roku 1976 část obce Proseč–Obořiště. Ve Vlásenici se narodil sedlák Mikuláš, zakladatel náboženské sekty „mikulášenců“, kteří odmítali bibli a kněží a věřili, že se jim Bůh zjeví sám. Sekta zanikla v 17. století.
- Vlásenice-Drbohlavy – 35 obyv., vesnice 11 km jižně od Pelhřimova. Asi 2 km od obce se nachází pramen potoka Hejlovky (Želivka). Do roku 1975 byla vesnice součástí obce Čelistná, v období 1975–1979 spadala pod MNV Libkova Voda. Od roku 1980 byla integrována k Pelhřimovu.

### Sousední obce
Sousedními obcemi sídla jsou Útěchovice, Veselá, Velký Rybník, Mezná, Ondřejov, Vokov, Dobrá Voda, Bácovice, Nová Buková, Krasíkovice, Nová Cerekev, Nový Rychnov, Útěchovičky, Čelistná, Častrov, Kojčice, Libkova Voda, Putimov, Svépravice, Proseč pod Křemešníkem, Zajíčkov, Rynárec, Dehtáře, Střítež pod Křemešníkem, Horní Cerekev, Červená Řečice, Zachotín, Dubovice, Božejov, Vyskytná, Žirov, Bělá, Olešná, Čížkov a Pavlov.

### Starostové města
Tyto osobnosti stály v čele Pelhřimova.
Po roce 1989 byli starostou zvoleni :
- Ladislav Med, ODS (od 2018)
- Ing. František Kučera, ČSSD (2014–2018)
- Leopold Bambula, ODS[14] (2002–2014)
- Miroslav Březina, KDU-ČSL (1994–2002)
- Jan Tomášek, ČSL[15] (1990–1994)
- Jan Litomiský, OF, 1990, ještě jako předseda MěNV, v prvních svobodných volbách v roce 1990 byl tento předrevoluční disident zvolen poslancem.

Předsedy Městského národního výboru (MěNV) byli:
- Martin Plachý, KSČ (1986–1989)
- Vladimír Markvart, KSČ (1976–1986)
- František Maršík, KSČ (1970–1976)
- Tomáš Jelínek, KSČ (1969–1970)

### Městské symboly

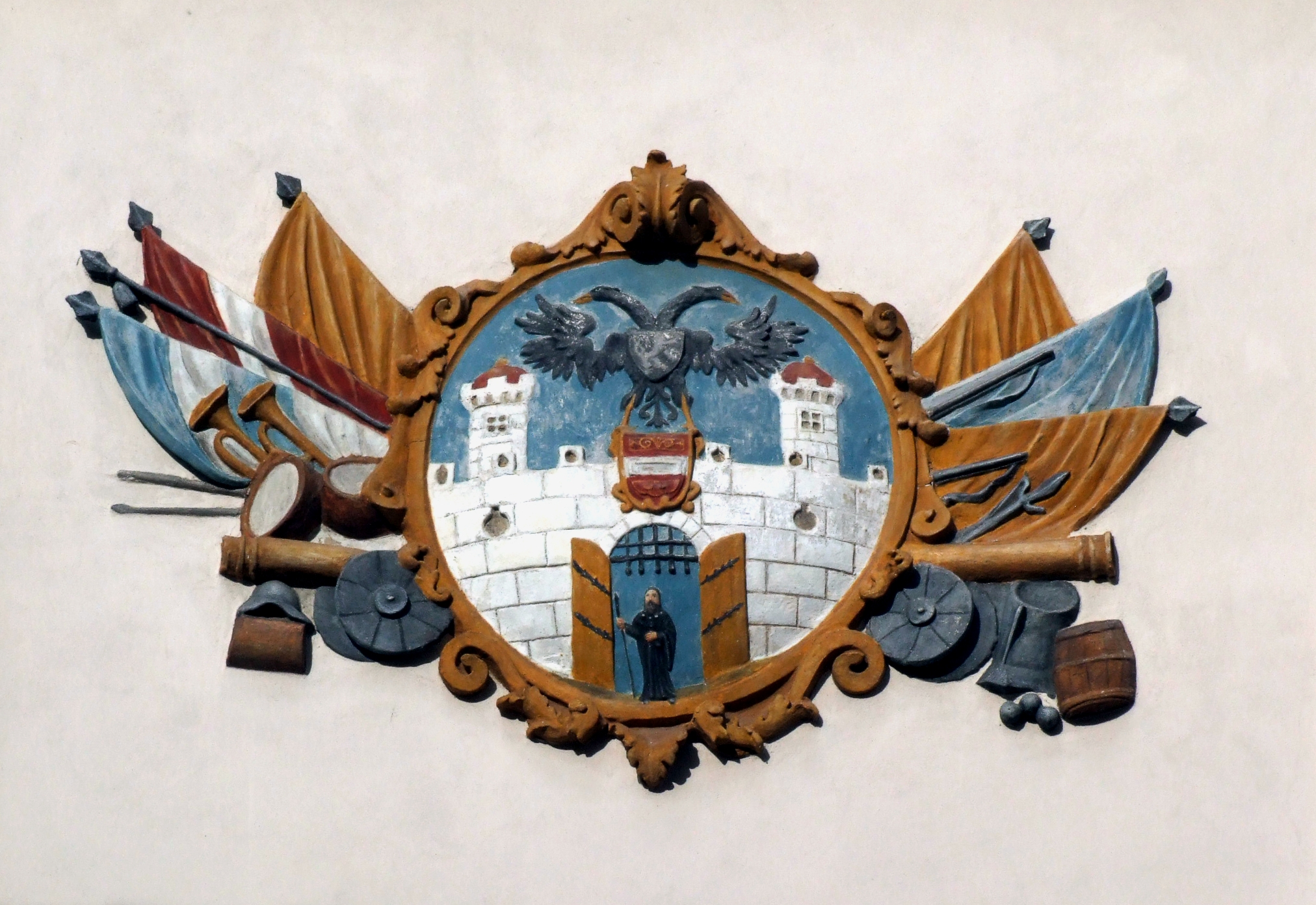
Starý znak Pelhřimova

Znak a první vlajku byly městu uděleny rozhodnutím předsedy Poslanecké sněmovny Parlamentu České republiky dne 12. března 1992. Druhá vlajka byla městu udělena rozhodnutím předsedy PSP ČR dne 16. července 2014.

## Hospodářství

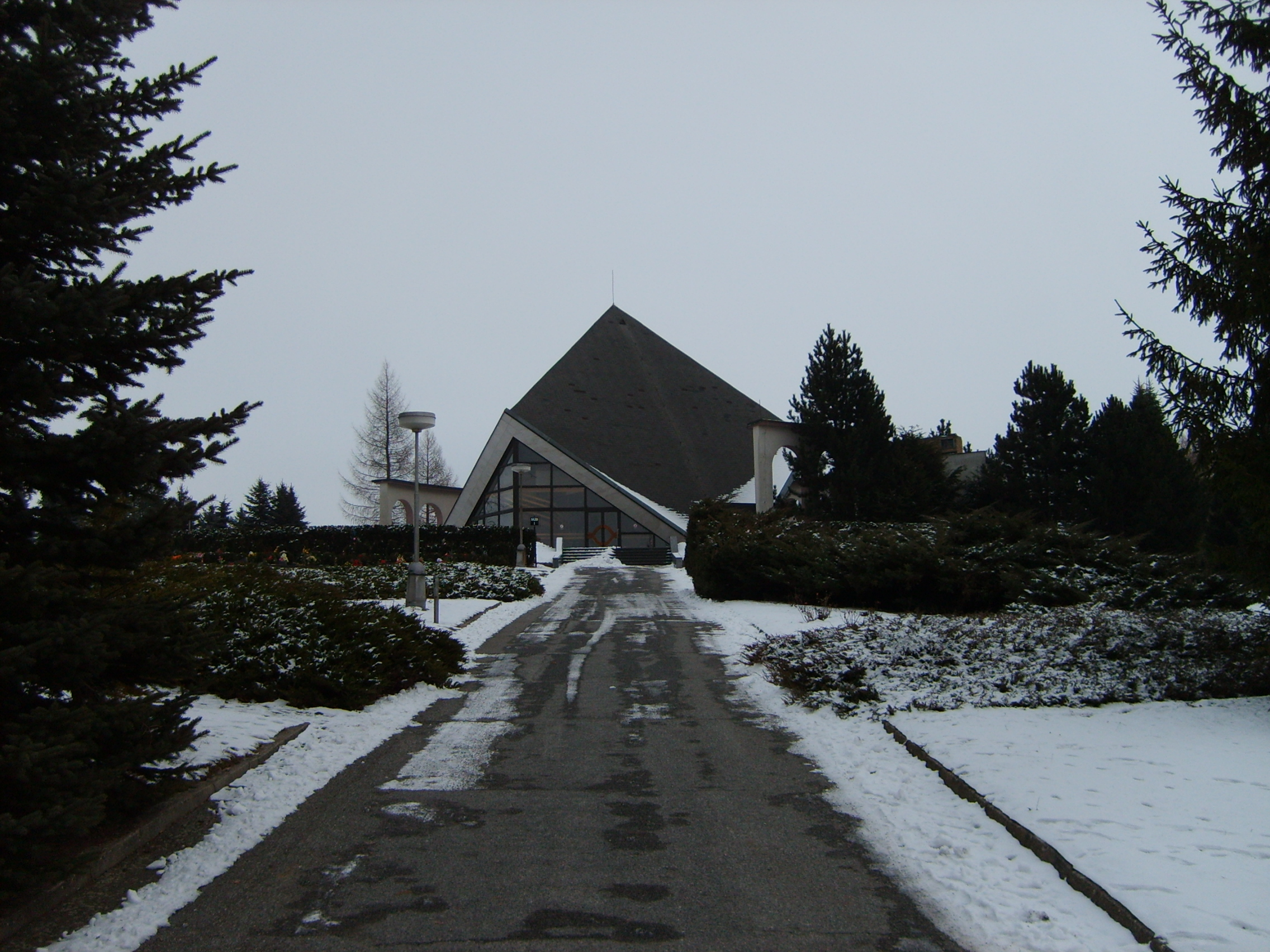
Smuteční síň na východním svahu nad městem

Pelhřimov je relativně významným průmyslovým střediskem.[zdroj⁠?!] Zastoupen je průmysl potravinářský, strojírenský a spotřební.
Potravinářství zpracovává zejména zemědělské plodiny vyráběné a pěstované na území okresu. Škrobárny Pelhřimov zpracovávají brambory na škroby, krmiva a kaše. Mléko zpracovává pobočka Jihočeských mlékáren Madeta, sídlící v Nádražní ulici a v téže ulici je rozlehlý areál mlýnsko-pekárenského kombinátu Adélka a.s. V Pelhřimově je pivovar Poutník s nepasterizovaným pivem.
V oboru strojírenství je nejvýznamnějším podnikem Agrostroj, který má rozsáhlý závod na jihu města. Vyrábí zemědělské stroje.
Tradičním pelhřimovským výrobcem jsou Spojené kartáčovny Spokar, které vyrábí široký sortiment kartáčových výrobků od zubních kartáčků až po štětce.
Ve městě je dostatek stravovacích i ubytovacích zařízení. Největším hotelem byla Rekrea u nemocnice (prodána, nyní přestavěna v rukou soukromého investora na městské byty) v ulici Slovanského bratrství. Dalším významným hotelem je Slavie na Masarykově náměstí. Lze se ubytovat i v několika penzionech.
Možnosti nákupů potravin zajišťují obchodní řetězce Kaufland, Lidl, Billa, Penny Market a tradiční Jednota (Tutty). Ostatní druhy zboží lze zakoupit buďto v menších kamenných obchodech, v obchodním domě Vysočina (Galeria Shopping) či v Alfacentru v areálu bývalé textilní továrny (Modeta, Alfatex).

## Doprava

### Silniční doprava

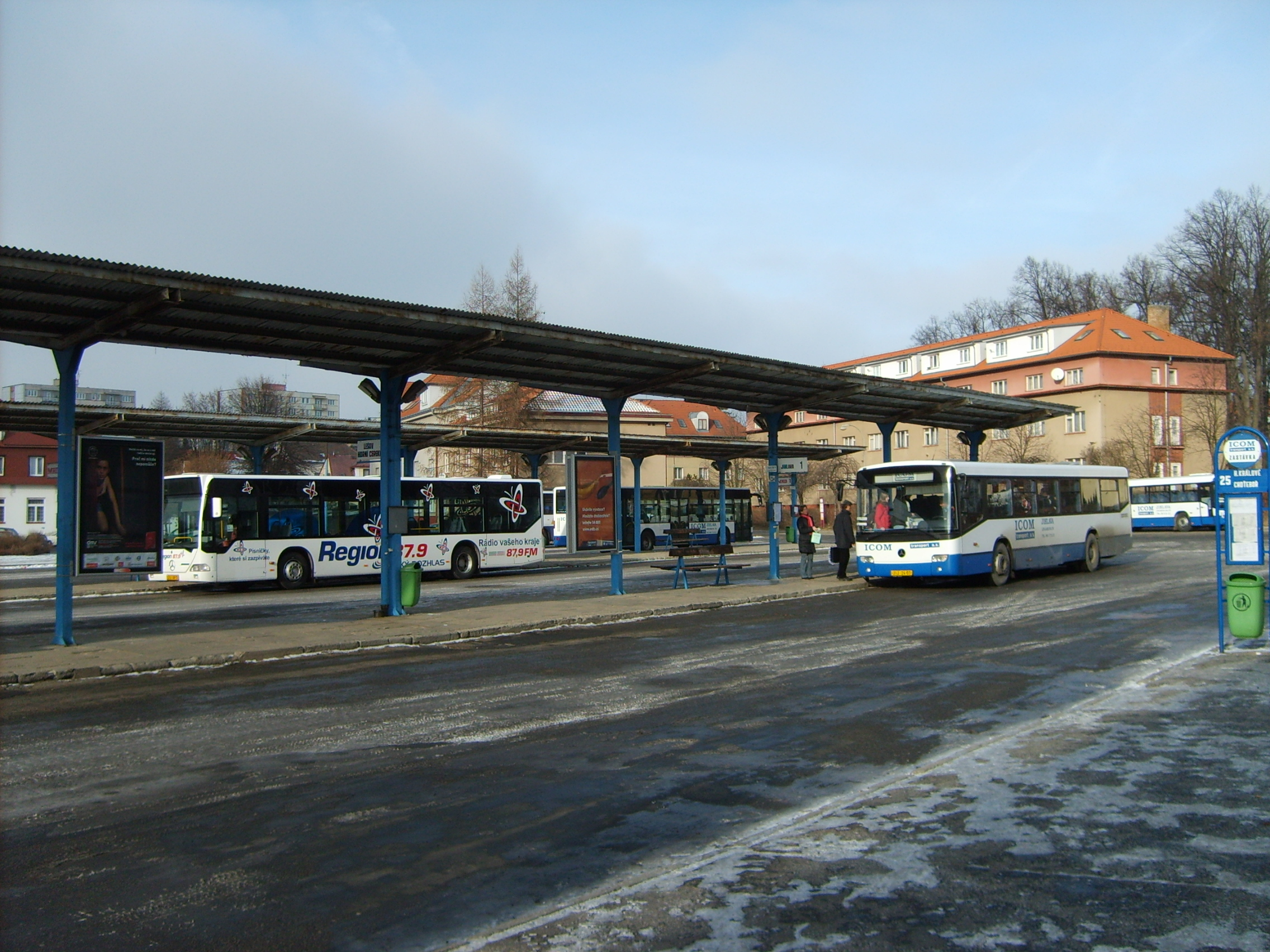
Autobusové nádraží (stav v roce 2007, před modernizací)

Pelhřimov leží na křižovatce dvou silnic I. třídy: silnice I/19 (Plzeň – Tábor – Pelhřimov) a silnice I/34 (České Budějovice – Jindřichův Hradec – Pelhřimov – Humpolec – Havlíčkův Brod – Svitavy. 15 km severně od města vede dálnice D1 – nachází se zde Exit 90 u Humpolce. Tento úsek je po jihlavském přivaděči k D1 jedním z nejvíce dopravně zatížených úseků na Vysočině. Průměrně zde během 24 hodin projede přes 12 000 vozidel.
V roce 2003 byla na severu města otevřena přeložka umožňující přímý přejezd ze silnice na silnici I/34 bez průjezdu městem. V osmdesátých letech 20. století byl vystavěn čtyřproudový průtah městem, který je dnes nepříjemnou komunikační bariérou např. pro cestu k nemocnici.
Dále Pelhřimovem vedou dvě silnice II. třídy: silnice II/112 a silnice II/602. Silnice II/112 vede z Benešova do Pelhřimova a dále směrem na Telč a Moravské Budějovice na Třebíčsku. Silnice II/602 vede z Pelhřimova do Jihlavy a dále do Brna.

### Autobusy
Pelhřimov měl, stejně jako ostatní okresní města, rozsáhlé autobusové nádraží ještě z dob před rokem 1989. Jeho výpravní budova však již nesplňovala kritéria pro důstojné čekání na spoj – v zimě nebyla nevytápěna, naprosto zde chyběly jakékoliv občerstvovací služby a sociální zařízení bylo v dezolátním stavu. Proto byla v roce 2008 zahájena stavba nové nádražní budovy, která byla na podzim téhož roku předána do užívání. Nachází se v ní informační kancelář, čekárna a sociální zařízení. Současně byla provedena rekonstrukce autobusových stání.
Z pelhřimovského dopravního terminálu se rozjíždí velké množství místních autobusových linek do většiny obcí v okrese. Téměř všechny regionální spoje obsluhuje společnost ICOM transport.
Velký význam pro spojení Pelhřimova s okolním světem však mají (vzhledem k pouze lokálnímu železničnímu spojení) dálkové autobusové linky. Podle JŘ 2007/2008 projíždělo Pelhřimovem v pracovní den 29 spojů dálkových autobusových linek. Jedná se zejména o trasy spojující Prahu, Pelhřimov a různá dále položená města na Českomoravské vrchovině (např. Počátky, Dačice, Kamenice nad Lipou, Jihlava). Dalším významným přepravním směrem dálkových linek je relace Brno – Jihlava – Tábor – Strakonice. Poslední významnější trasou je spojení jihočeské a východočeské metropole – trasa České Budějovice – Hradec Králové.

### Železniční doprava
Provoz na jednokolejné trati Tábor – Horní Cerekev (– Jihlava) je zajišťován pouze osobními vlaky. Železniční stanice Pelhřimov se nachází 1,5 km jižně od náměstí na Nádražní ulici v průmyslové části města.

### MHD
Městskou autobusovou dopravu zajišťuje společnost ICOM transport Jihlava (divize Pelhřimov). V provozu jsou 4 linky. Linky 1 a 3 zajišťují hlavní přepravní směry: linka 1 od velkého sídliště Pražská (konečná zast. Táborská) do průmyslové zóny na jihu města (konečná zast. Silo); linka 3 je potom okružní linkou vedoucí z autobusového nádraží kolem hřbitova a nemocnice zpět. Linky 2 a 4 mají spíše posilový charakter.

## Společnost

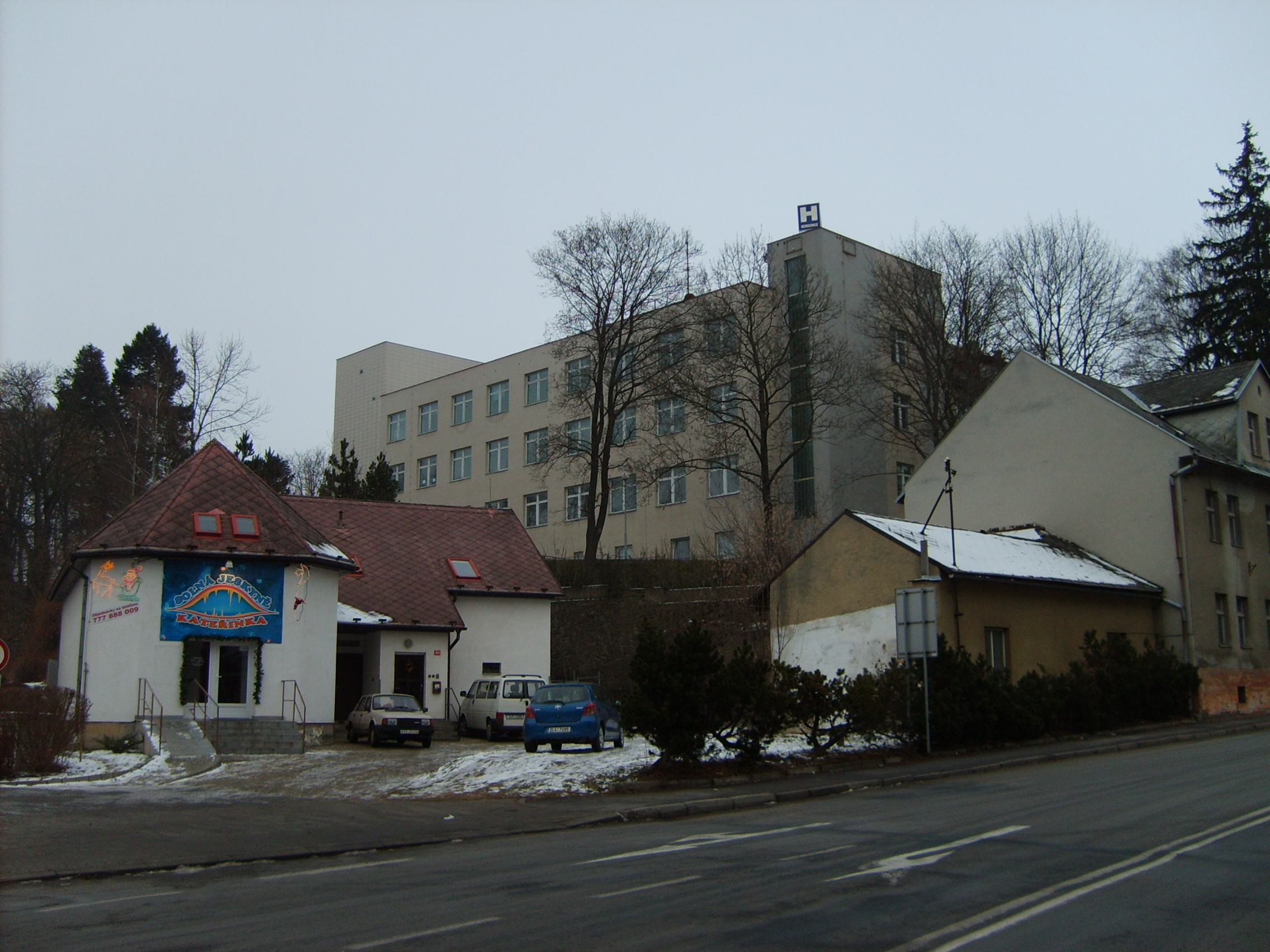
Nemocnice v Pelhřimově je nejvýznamnější ze tří nemocnic na okrese

### Školství
Vzdělání zajišťují 4 základní školy (Komenského, Krásovy domky, Pražská a Osvobození), zvláštní škola, gymnázium (zal. 1871), obchodní akademie, hotelová škola, střední odborné učiliště s internátem a střední průmyslová škola. V roce 2014 došlo ke sloučení dvou škol s podobným zaměřením v Pelhřimově a to ke sloučení Obchodní akademie Pelhřimov, Jirsíkova 875 a Gymnázia Pelhřimov. Nově sloučené školy používají název Gymnázium a Obchodní akademie Pelhřimov.

### Kultura
V neoklasicistní budově v Solní ulici sídlí Městské divadlo. Jediné kino ve městě – Vesmír – sídlí na třídě Legií, roku 2008 prošlo rekonstrukcí, bylo digitalizováno včetně 3D technologie. Pro kulturu lze využít i několik sálů kulturního domu Máj.
V roce 1991 vznikl festival Pelhřimov – město rekordů, který se pro Pelhřimov stal typickým. S ním souvisí i hojně navštěvované Muzeum rekordů a kuriozit se zajímavou expozicí a např. také tzv. „Nábřeží rekordů a kuriozit“ – upravená nábřežní stezka podél potoka Bělé s informačními panely věnujícími se různým zajímavým rekordům. Stezka začíná v Muzeu rekordů a kuriozit a končí v Domě dobrých dnů, kde je umístěna expozice Zlaté české ručičky – Unikáty ze sirek.
Královské město Pelhřimov oplývá mnoha objekty postavenými v rozličných stavebních slozích, se kterými návštěvníky seznamuje naučná Stezka po stavebních slozích.

### Muzea
V roce 2016 bylo v části města Starý Pelhřimov otevřeno Malé muzeum Bible.

#### Muzeum strašidel

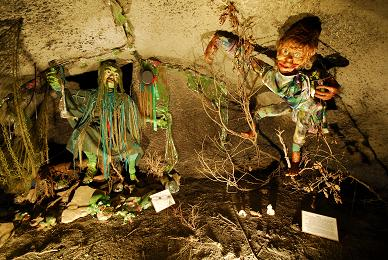
Muzeum strašidel

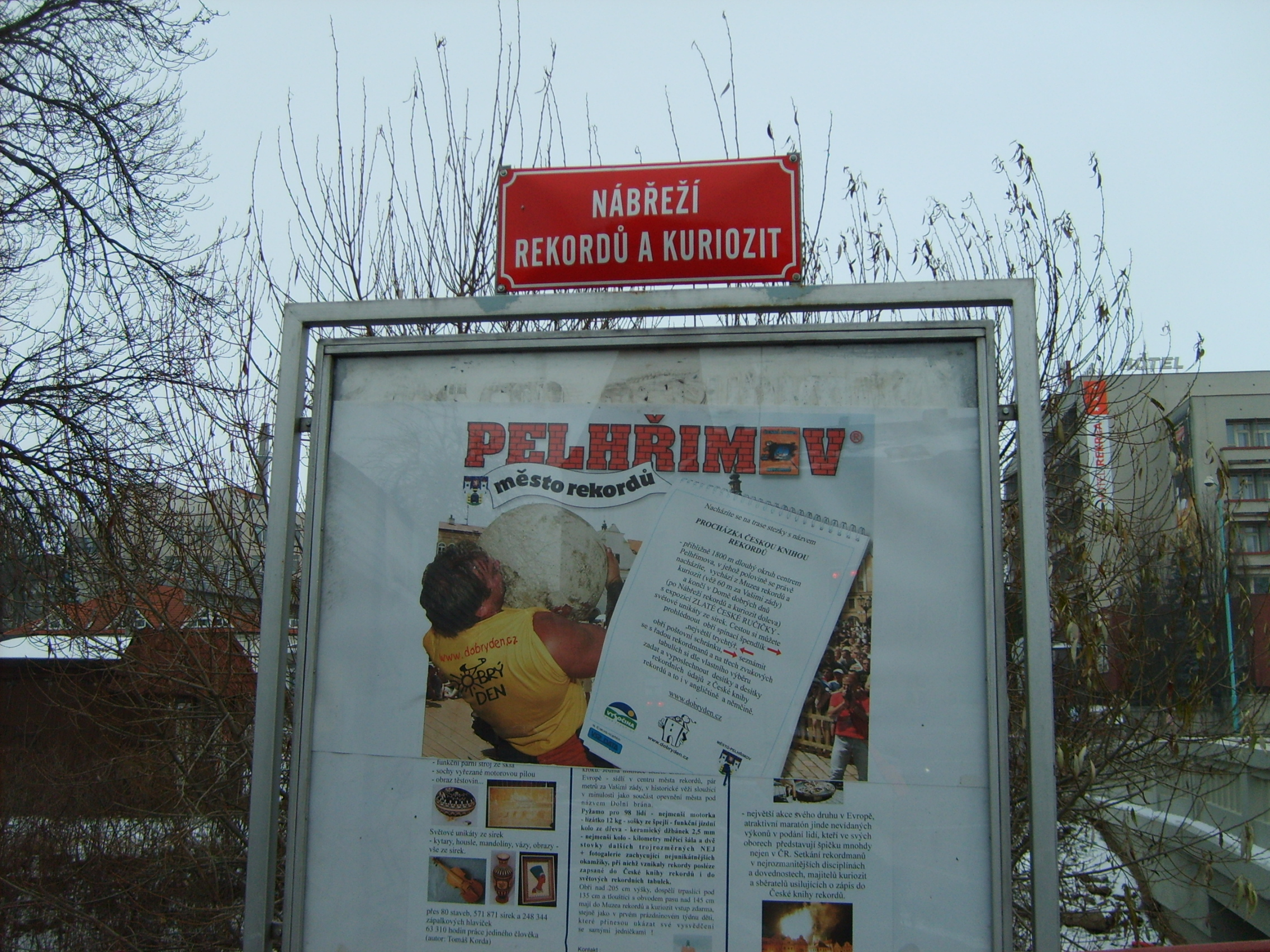
Pelhřimov je vyhlášený jako město rekordů a kuriozit. Kromě známého muzea věnujícího se těmto zajímavostem je rekordům a kuriozitám věnováno také nábřeží říčky Bělé s informačními panely

Muzeum strašidel nabízí expozice strašidel „vyskytujících se“ v minulosti i současnosti na Vysočině. Exponáty jsou převážně z vosku a ve skutečné velikosti. Muzeum se nachází v prostorách sklepení Purkrabského domu čp. 17 na Masarykově náměstí.
Exponáty v muzeu strašidel jsou repliky nadpřirozených bytostí, které se měly v okolí Pelhřimova vyskytovat. Muzeum strašidel lze nalézt ve středověkém sklepení purkrabského domu čp. 17 na Masarykově náměstí. Expozici vytvořil tým nadšenců ve složení: Martin Ecler, Věra Vacková, Drahoslava Kolářová, Jiří Hašek, žáci ZUŠ Pelhřimov, učni SOU Pelhřimov a pracovníci Kulturních zařízení města Pelhřimova. Muzeum vzniklo za finanční podpory Kulturních zařízení města Pelhřimova a Fondu Vysočiny v roce 2002.

#### Muzeum rekordů a kuriozit
Jedna z mála institucí tohoto druhu na starém kontinentu a jediná ve střední Evropě sídlí v historické věži sloužící v minulosti jako součást opevnění města pod názvem „Jihlavská brána“. V pěti nově zrekonstruovaných patrech expozice se díky sběratelům a výrobcům všeho možného i nemožného podařilo nashromáždit unikátní exponáty. Provozovatelem je Agentura Dobrý Den.
Podél říčky Bělé jsou umístěny informační tabule o rekordech i obří předměty.
V Domě dobrých dnů je umístěna expozice předmětů, které za 40 let života vytvořil Tomáš Korda z Vrchlabí. V průběhu 63 310 hodin čistého času práce vytvořil desítky staveb z počtu 820 215 zápalek a zápalkových hlaviček.

#### Muzeum Vysočiny Pelhřimov
Muzeum Vysočiny Pelhřimov navazuje na činnost původního Musejního spolku v Pelhřimově založeného v roce 1901, zaměřuje se především na problematiku regionálních dějin a etnografie. Je to nejstarší pelhřimovské muzeum, dnes s expozicí historie Pelhřimovska.
První část expozice v prvním patře zámku Říčanských je věnována dvěma významným osobnostem výtvarného umění, sochaři a medailérovi Josefu Šejnostovi a jeho synovi Zdeňku Šejnostovi, sochaři a restaurátorovi. Druhá je zaměřená na měšťanský život v 19. století, kulturu odívání, bydlení a společenský život. Třetí část připomíná historickou skutečnost, že v zámku až do roku 1850 sídlila radnice, jejíž součástí je také veřejnosti zpřístupněná městská šatlava. V přízemí zámku je výstavní síň využívaná pro krátkodobé, výstavy především výtvarného umění, i pro dlouhodobé prezentace muzejních sbírek a výsledků výzkumné činnosti odborných pracovníků muzea.
Sbírkový fond Muzea Vysočiny Pelhřimov tvoří ve valné většině předměty mapující druhou polovinu 19. století a století 20., zejména etnografické, numismatické, staré tisky, mapy, militaria, archivní materiál, artefakty umění a uměleckých řemesel. Mezi nejvzácnější sbírkové předměty patří graduál Literátského bratrstva v Pelhřimově z roku 1493, Josefem Mánesem vytvořený prapor pěveckého spolku Záboj z roku 1862, pozdně gotické plastiky Panny Marie a sv. Kateřiny a čtyři zlaté keltské statéry (duhovky) nalezené u Leskovic v roce 1923. Raritou sbírky je dobře zachovaný patrový dort z konce 19. století. Badatelé a studenti mají k dispozici badatelnu a bohatě vybavenou knihovnu.

#### Síň Lipských aneb První české MÚZYum
Mapuje umělecký přínos slavné herecké rodiny Lipských. Expozice je rozdělená do tří částí. První je věnovaná životu a dílu dynastie Lipských, druhá jejich filmové tvorbě a třetí zábavnou formou přibližuje jejich slavné filmy. Pelhřimov vzdal hold svým slavným rodákům vytvořením Síně Lipských, která byla umístěna do přízemí čp. 10 (tzv. Šrejnarovského domu) na pelhřimovském Masarykově náměstí. Do povědomí lidí se z rodu Lipských dostali zejména režisér Oldřich Lipský a jeho bratr herec Lubomír, ale mnoho práce v divadle, filmu či televizi odvedli i další členové této slavné umělecké dynastie.

#### Pelhřimovské peklo
Nachází se v podzemí Šrejnarovského domu čp. 10, kde je umístěno Pelhřimovské peklo. Nabízí interaktivní strašidelné expozice.

### Sport
Nedaleko autobusového nádraží leží rozsáhlý sportovní areál se zimním stadionem, atletickým oválem, fotbalovým hřištěm, volejbalovými kurty a sportovní hala s vnitřním plaveckým bazénem, velkou a malou tělocvičnou, dvěma kuželnami a dalšími prostory pro sportovní vyžití. Původně plánovaná dostavba městského bazénu zatím neproběhla. Tenisové kurty a tenisová hala se nachází poblíž městských sadů.
V Pelhřimově působí hokejový klub HC Lední Medvědi Pelhřimov, fotbalový klub FK Pelhřimov, florbalový klub Spartak Pelhřimov a basketbalový klub BK Sojky Pelhřimov.

## Pamětihodnosti

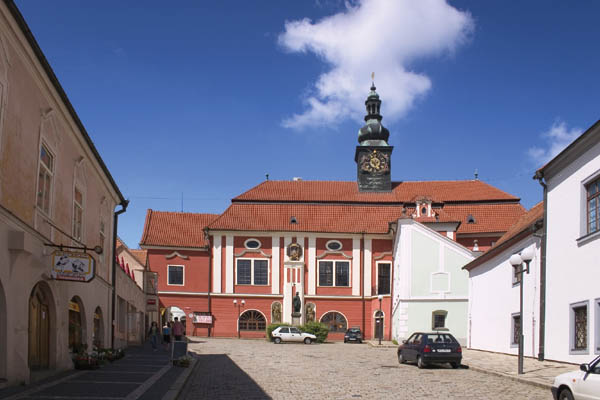
Zámek pánů z Říčan

### Zámek pánů zŘíčan
Původně gotická věžovitá stavba snad z 15. století, kterou nechal v 50. letech 16. století renesančně přestavět Adam z Říčan. Poté, co se pelhřimovští vykoupili z poddanství, museli se Říčanští vystěhovat a zámek sloužil jako radnice. Po požáru v r. 1766 byl zámek přestavěn barokně a do průčelí byly umístěny sochy Lásky a Spravedlnosti. V letech 1849–1907 sídlil v budově zámku Okresní soud. Od roku 1908 slouží budova zámku Muzeu Vysočiny.

### Děkanský kostel svatého Bartoloměje
Gotická dominanta historického jádra města byla založena koncem 13. nebo začátkem 14. století. Od roku 1589 zdobí exteriér kostela psaníčková sgrafita. Uvnitř zaujme hlavní raně barokní oltář a překrásná křížová cesta podle návrhu Františka Bílka.
Vyhlídková věž kostela sv. Bartoloměje, pochází z roku 1576. Z ochozu věže, z výšky třiceti metrů, je výhled na město Pelhřimov a okolí. V horní části věže je zpřístupněna komůrka hlásného, který zde sídlil do třicátých let 20. století, s historickými fotografiemi města Pelhřimova. Na ochoz věže vede 135 schodů.

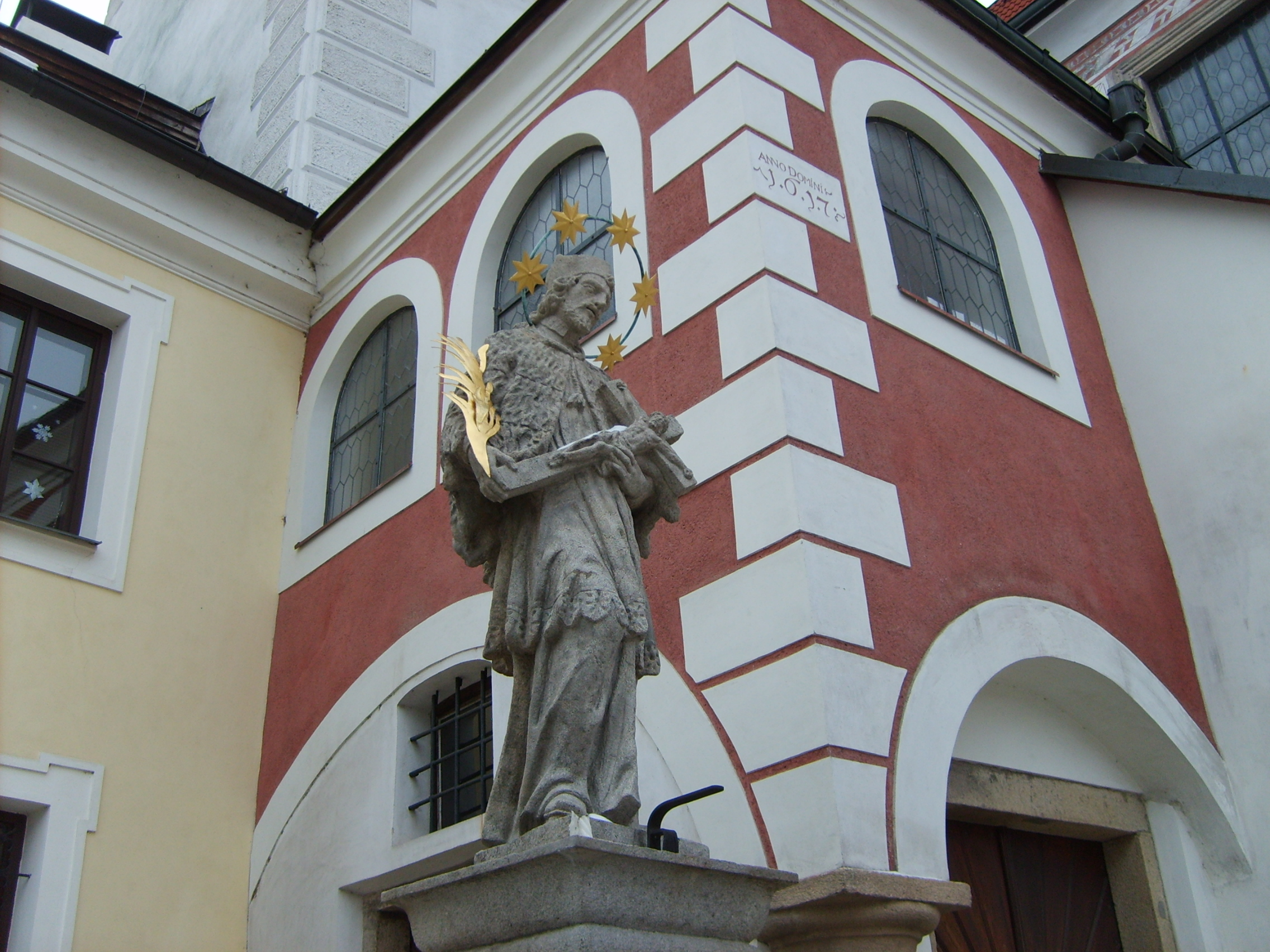
Socha sv. Jana Nepomuckého u zdi děkanského kostela

Pelhřimovských zvonů je zde celkem pět. Největší je Bartoloměj, který má spodní průměr 152 cm a váží 2 100 kg. Pak následuje Václav, Florián, Ludmila a nejmenší je Ave Maria, jehož spodní průměr je 52,5 cm a váží 90 kg.

### Kostel svatého Víta
Nejstarší pelhřimovský kostel pochází z počátku 13. století, kdy byl vystavěn v gotickém slohu. Za husitských válek zde byly slouženy utrakvistické mše. Uvnitř kostela jsou na klenbě a stěnách vymalovány výjevy ze života a mučednické smrti sv. Víta a alegorie Víry, Naděje a Lásky. V 17. stol. byl kostel přestavěn nejprve renesančně a v 18. stol. barokně. Dnes kostel slouží jako koncertní a výstavní síň a konají se zde i světské svatební obřady. Po rekonstrukci byla zpřístupněna jedna z nejstarších budov Pelhřimova. Během roku jsou zde pořádány koncerty vážné hudby, v letních měsících zde probíhají výstavy. V objektu s nádhernou akustikou se nacházejí zrestaurované cenné barokní varhany.

### Kaple svatého Kříže (Kalvárie)
Původní kaple byla založena roku 1671 pelhřimovským měšťanem Janem Kryštofem Blažejovským a jeho chotí Dorotou jako napodobenina Božího hrobu v Jeruzalémě. Poté, co byla v 19. století kvůli žalostnému stavu zbořena, rozhodla se městská rada, že na jejím místě vystaví kostel nový. Kostel zasvěcený Nalezení sv. Kříže je spíše kaplí. Byl postaven v novogotickém slohu podle projektu Josefa Šlechty v letech 1883–1886. Podél přístupového schodiště vede obnovená křížová cesta.

### Kaple Panny Marie Sedmibolestné

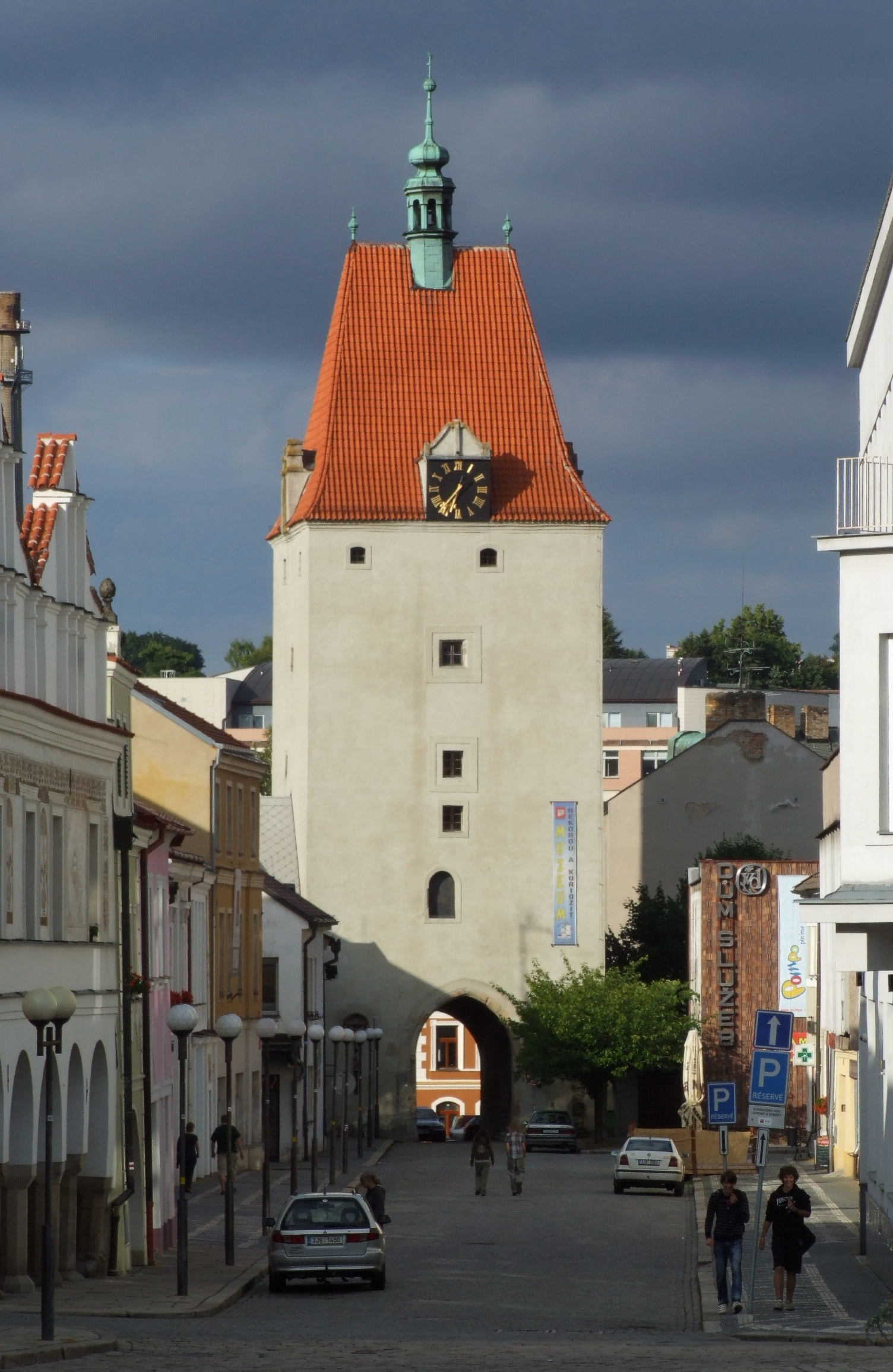
Jihlavská (dolní) brána

Barokní poutní kaple byla vystavěna v roce 1714 měšťanem Tobiášem Grötzelem – na místě, kde údajně došlo k několika zázračným uzdravením. V sousedství stála též kaple sv. Floriána. Poutní místo bylo zrušeno za josefinismu. Později zde byl městský hřbitov.

### Dolní (Jihlavská) brána
Byla vystavěna v 16. století. Jedná se o pětipatrovou hranolovitou stavbu vysokou 36 m. Od roku 1994 v ní sídlí Muzeum rekordů a kuriozit.

### Horní (Rynárecká) brána
Stejně jako brána Jihlavská pochází z 16. století. Procházela jí cesta na Rynárec. Koncem 17. století na ní byly nainstalovány hodiny.

### Kašna se sochou sv.Jakuba
Uprostřed náměstí se kašna objevila v roce 1546, přestavěna byla naposled v roce 1828. Kašna je zdobena sochou sv. Jakuba – patrona poutníků.

### Městské divadlo
Na místě původní solnice ho v roce 1896 nechal vystavět v neoklasicistním slohu stavitel Stanislav Rokos.

### Šrejnarovský dům
Renesanční dům čp. 10 z roku 1614 stojí na severní straně Masarykova náměstí. Je pojmenován podle tehdejšího měšťana Kryštofa Šrejnara. V 80. letech prošel zdařilou rekonstrukcí a dnes je v něm umístěno Turistické informační centrum a Síň Lipských aneb První české MÚZYum.

### Fárův dům
Původní stavba na Masarykově nám. čp. 13 byla po požáru v roce 1766 přestavěna v pozdně barokním slohu. Dům získal podloubí, mansardovou střechu a jeho fasáda byla rozčleněna pilastry. V domě býval provozován hostinec U Zlatého soudku. Současný kubistický vzhled vtiskl domu v letech 1913–1914 architekt Pavel Janák (1882–1956). Přestavěl především fasádu, která harmonicky spojuje původní barokní a nové kubistické tvarosloví. Nově získal dům také štít do náměstí, balkon a rohový arkýř. Úpravy si objednal MUDr. Vojtěch Fára, zubař a jeden z členů pelhřimovské odbočky Klubu Za starou Prahu, který dům zakoupil v roce 1911.

### Drechselova vila
Kubistická vila z let 1912–1913 je pojmenovaná po jejím prvním majiteli – tehdejším okresním hejtmanovi Janu Drechselovi. Stejně jako Fárův dům na náměstí ji vyprojektoval architekt Pavel Janák.

### Zřícenina kaple sv. Anny
Zřícenina poutní kaple sv. Anny stála na návrší mezi silnicemi na Humpolec a Jihlavu, byla založena roku 1699 a zasvěcena původně Proměnění Páně. Za komunistického režimu byla zdemolována, dnes stojí jen obvodové zdi.

### Stezka po stavebních slozích
Městskou památkovou rezervaci Pelhřimov všem zájemcům o historickou architekturu přiblíží naučná Stezka po stavebních slozích. Východiskem stezky je Šrejnarovský dům čp. 10, je možné projít ji individuálně, s pomocí zvukového průvodce nebo si objednat průvodcovskou službu.

## Zajímavosti
- Historii Pelhřimova podrobně zpracoval místní rodák, akademik Josef Dobiáš.
- V minulosti byl Pelhřimov spjat s poutním místem Křemešník, kdysi jedním z nejvýznamnějších poutních míst Nejsvětější Trojice v Rakousko-Uhersku.
- Astronom Miloš Tichý pojmenoval jménem města planetku (7532) Pelhřimov, kterou objevil 22. října 1995.
- Pelhřimov je známý i díky hlášce Rudolfa Hrušínského z filmu Vesničko má středisková, kdy říká pelhřimovskému rodákovi Jiřímu Lírovi: „Jeď do Pelhřimova, prohlídni si krematorium, ať víš, do čeho jdeš.“ V Pelhřimově však nikdy žádné skutečné krematorium nebylo a není, nejbližší se nachází v Jihlavě. V roce 2010 bylo vybudováno pouze recesistické krematorium, které následně představitelé města společně s hasiči slavnostně zapálili.
- Pamětní deska Stanislavu Vilímkovi v atriu gymnázia[19]
- Pomník obětem komunistického režimu u hřbitova[20]

## Osobnosti
- Stanislav Augusta (1915–1990), básník, prozaik, publicista
- Martin Bína (* 1983), cyklokrosař a juniorský mistr světa
- Edvard Jan Brynych (1846–1902), 19. biskup královéhradecký (1892–1902)
- Simonetta Buonaccini (1893–1935), básnířka
- Jiří Černý (* 1961), historik umění
- Josef Dobiáš (1888–1970), historik a klasický filolog, člen ČSAV
- Mikuláš Doležal (1889–1941), československý voják, legionář a člen ústředního velení Obrany národa
- Petr Fiala (* 1943), hudební skladatel, sbormistr a hudebník
- Václav Fresl (1868–1915), politik, poslanec Říšské rady
- Míla Fürstová (* 1975), malířka, grafička dlouhodobě působící ve Spojeném království
- Marie Hovorková (* 1927), herečka, historička umění
- Pavel Janák (1882 – 1956), český architekt.
- Jan Martin Ječmínek (* 1944), zakladatel Strany zelených a její první federální a český předseda, zakladatel Evropského hnutí
- Vojtěch Benedikt Juhn (1779–1843), malíř, katolický kněz, rektor biskupského semináře v Českých Budějovicích
- Jiří Mádlo (1934–2008), malíř a grafik
- Naděžda Kniplová (1932–2020), sopranistka, sólistka Národního divadla v Praze a Státní opery Praha
- Emanuel Kodet (1880–1954), sochař
- Vratislav Kříž (* 1957), operní pěvec, sólista opery Národního divadla v Praze
- Lubomír Lipský (1923–2015), herec
- Oldřich Lipský (1924–1986), filmový režisér a scenárista
- Jiří Lír (1923–1995), herec
- Jiří Novotný (* 1983), hokejista, mistr světa z roku 2010
- Mikuláš z Pelhřimova (1385?–1459?), teolog, kazatel, spisovatel, táborský biskup
- Vojtěch Razima (*1968) bývalý studentský vůdce, aktivista
- Josef Rejsek (1860–1932), malíř a ilustrátor
- Tomáš Sivok (* 1983), fotbalista
- Josef a Zdeněk Šejnostovi, sochaři
- Svatava Šlajchrtová (1954), básnířka
- Jan Šmíd (* 1965), novinář a publicista
- Dušan Tomášek (1924–2016), novinář, publicista a spisovatel literatury faktu
- Olga Valeská (1941–2022), spisovatelka
- Angel Wicky (* 1991), herečka
- František Bernard Vaněk (1872–1943), spisovatel, pelhřimovský děkan, monsignore a čestný papežský prelát
- Mikuláš z Vlásenice (1421–1495) – náboženský vizionář
- František Vyskočil (* 1941), neurofyziolog
- Jaromír Vytopil (1937–2020), nejstarší a nejdéle působící český knihkupec
- Otto Fried (1908–1944), příslušník československé zahraniční armády, bojoval ve druhé světové válce

## Partnerská města
- Dolný Kubín, Slovensko
- Mukačevo, Ukrajina
- St. Valentin, Rakousko

## Fotogalerie

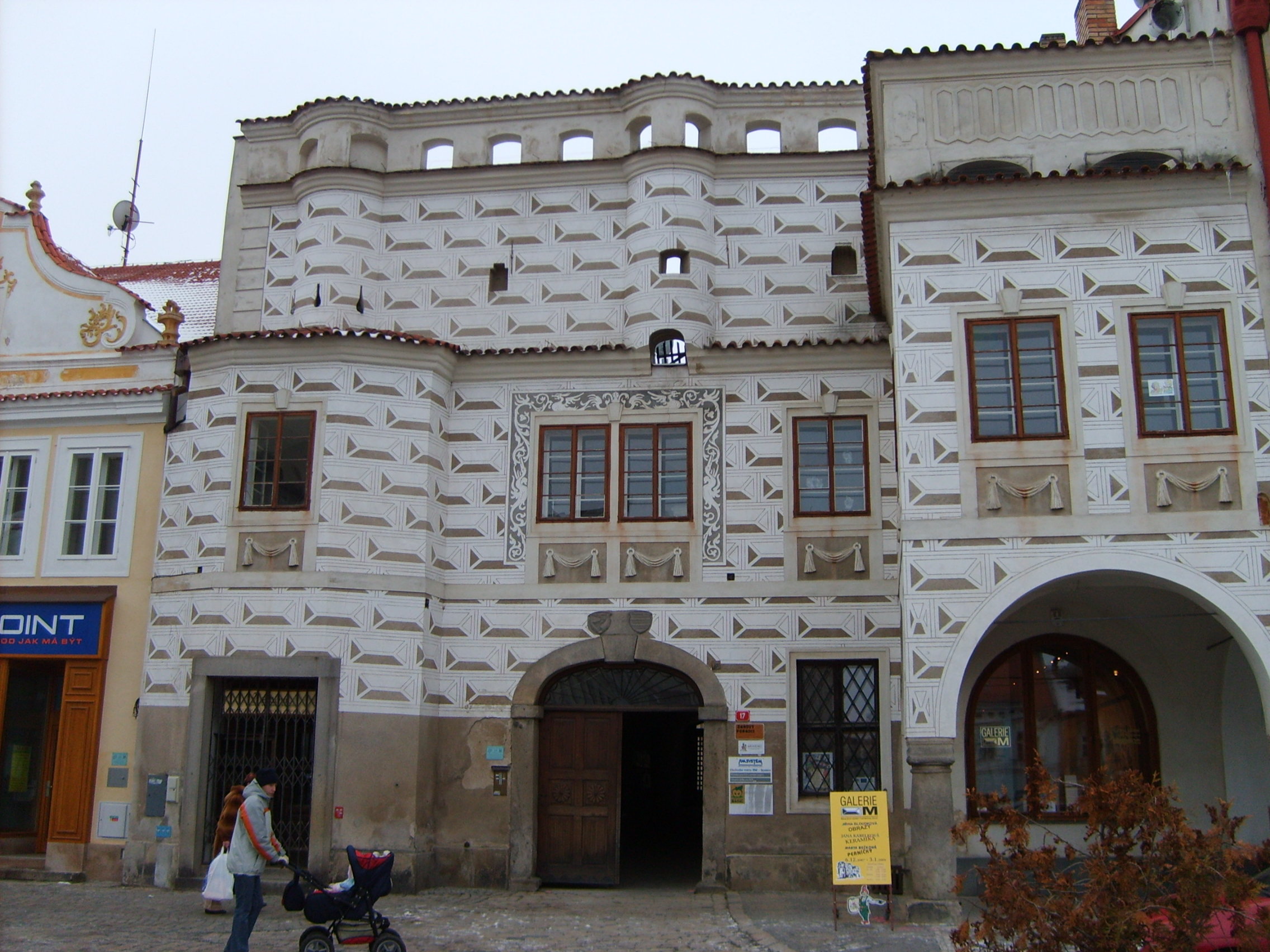
Renesanční dům čp. 17
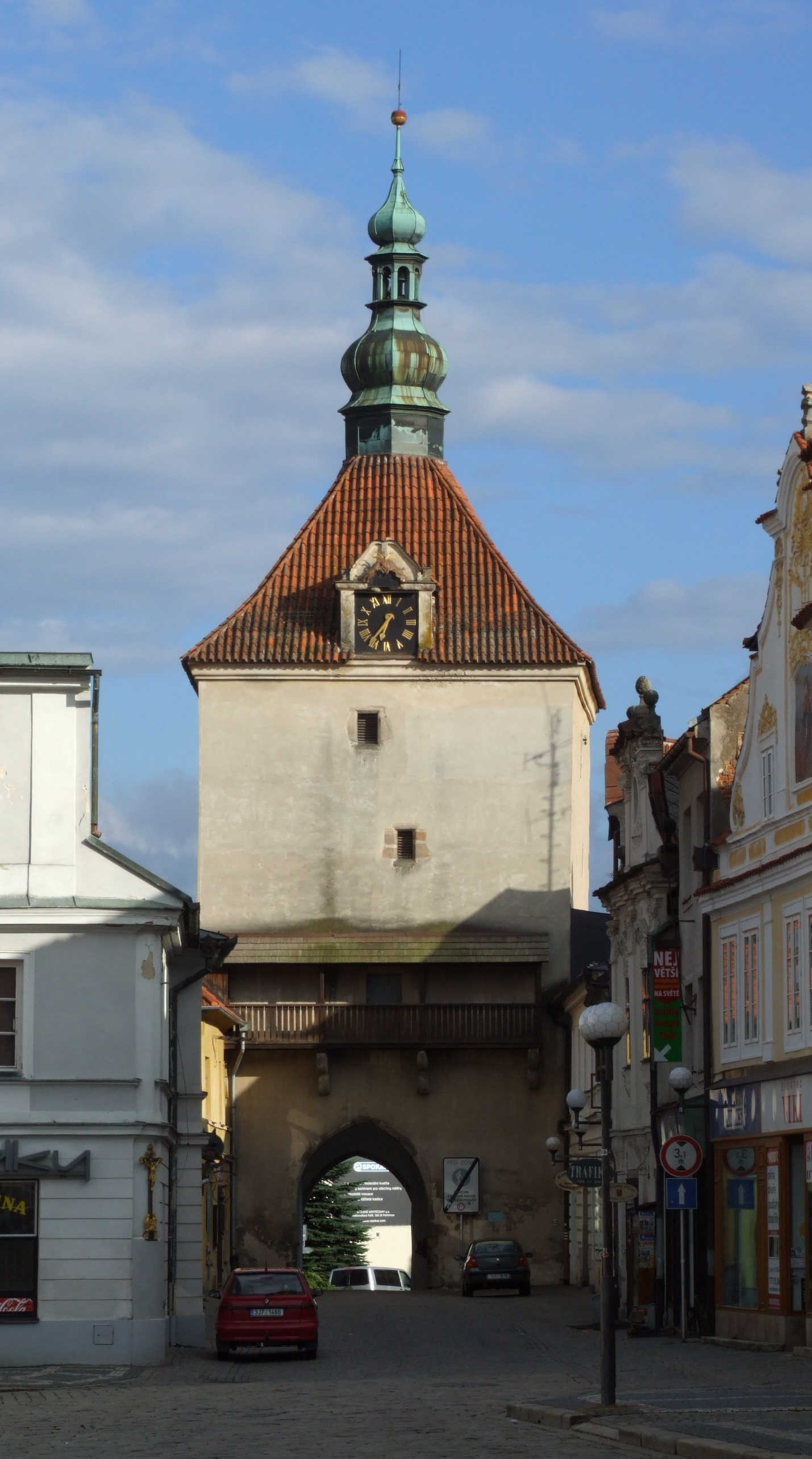
Horní (Rynárecká) brána pojmenovaná podle obce, na kterou směřuje cesta branou procházející
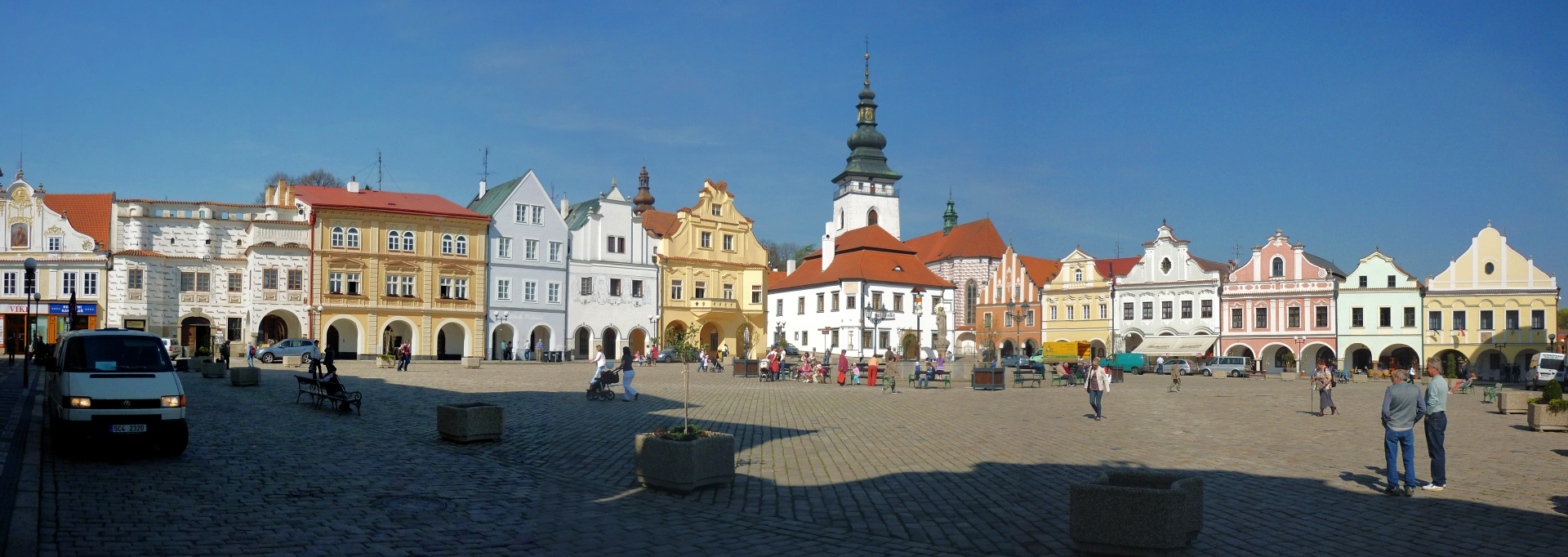
Masarykovo náměstí – panorama
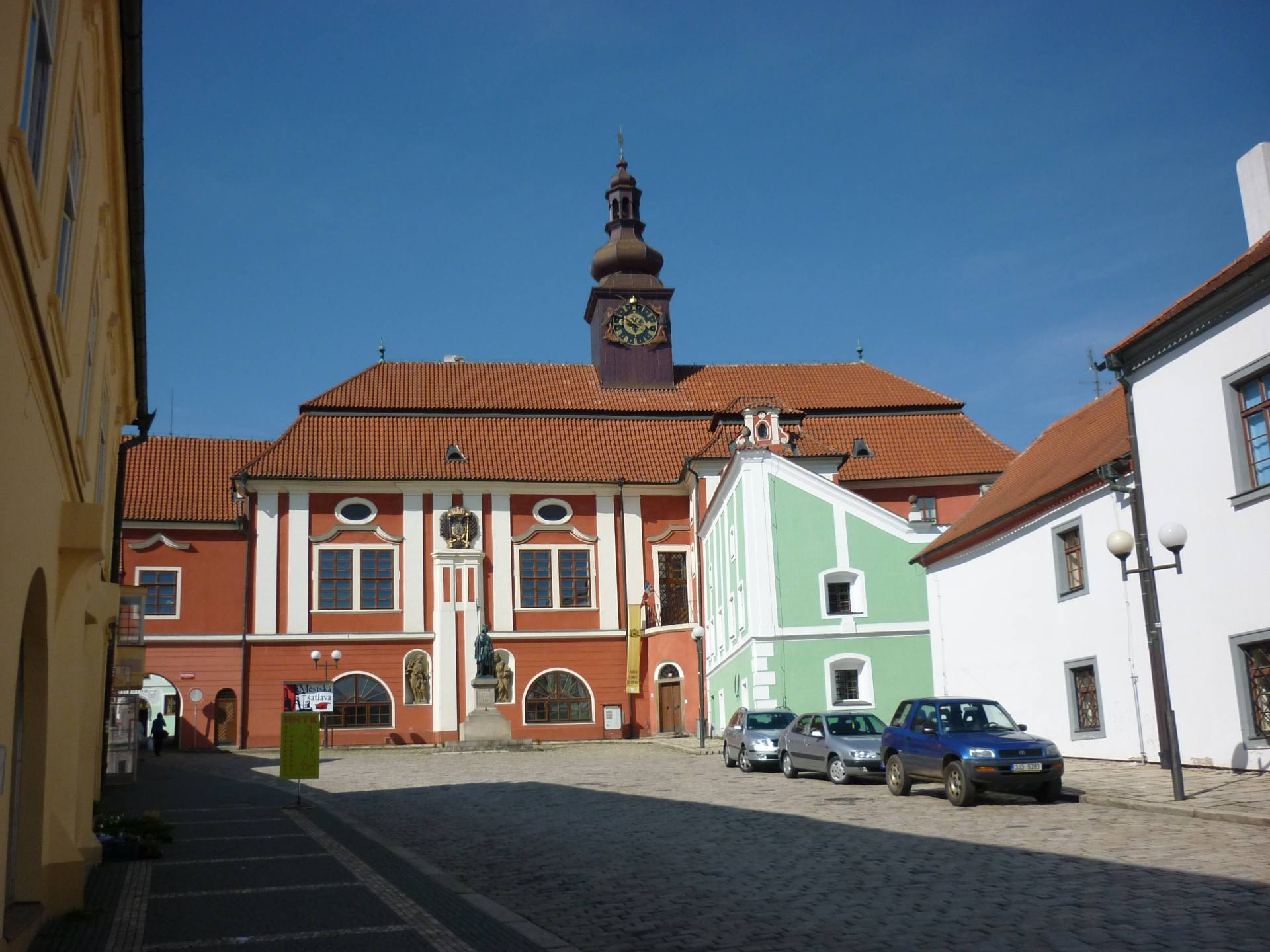
Muzeum Vysočiny na Masarykově náměstí
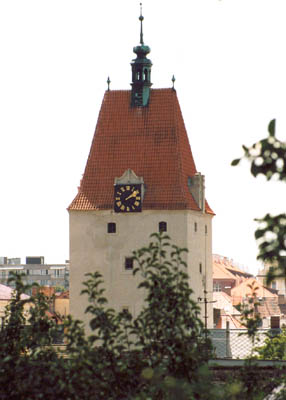
Jihlavská (dolní) brána
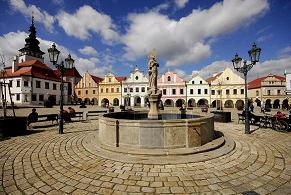
Masarykovo náměstí
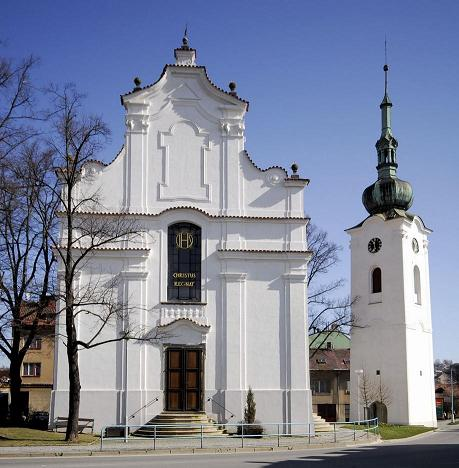
Kostel sv. Víta
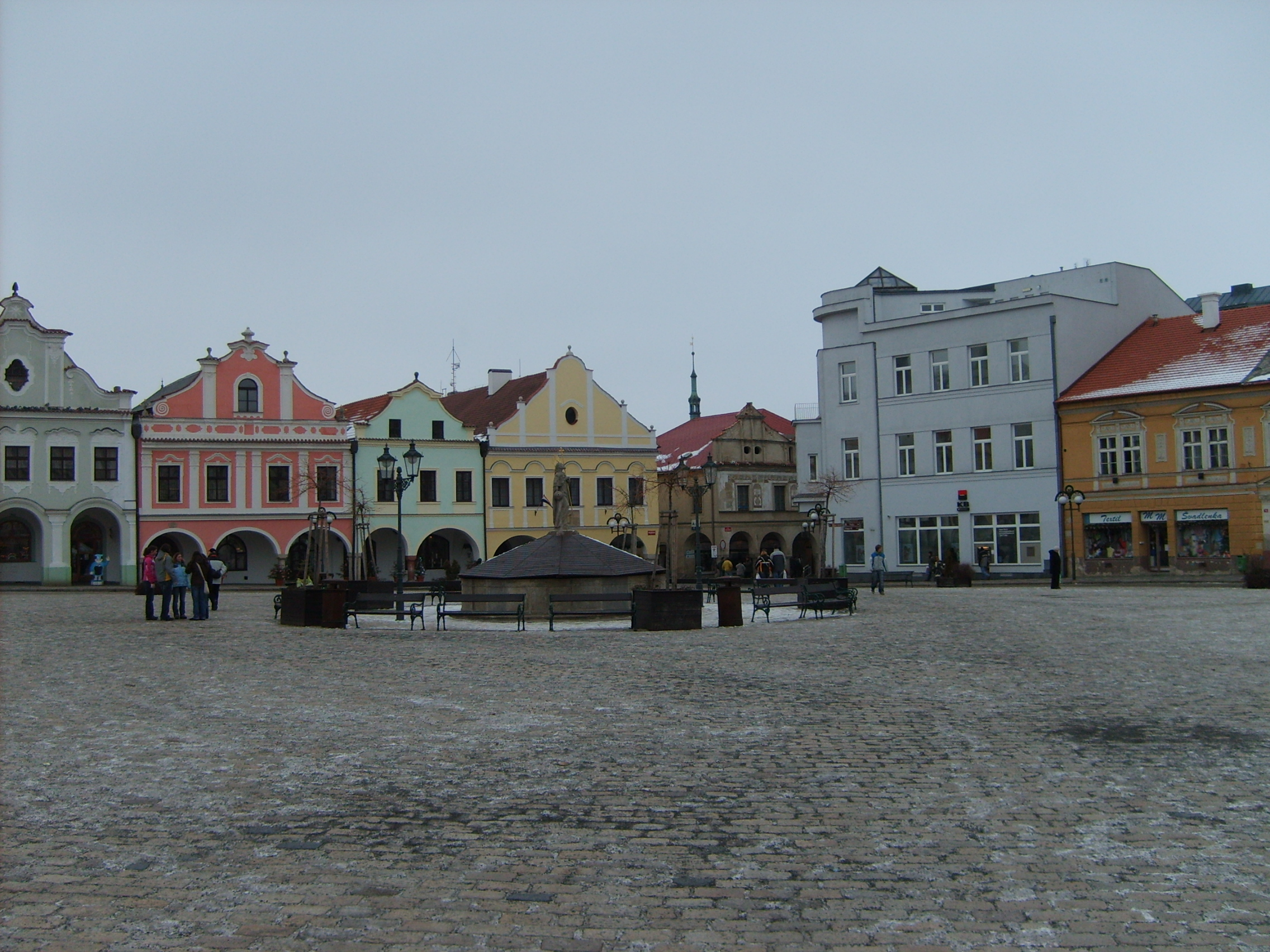
Náměstí s kašnou